# Patrick Lateur

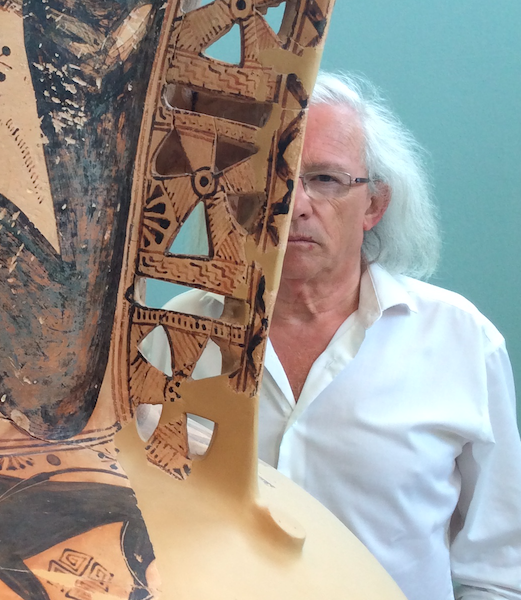
Patrick Lateur

Patrick Lateur (Beveren-Leie, 27 december 1949) is een Vlaams classicus en dichter.

## Levensloop en publicaties
Hij studeerde klassieke filologie aan de Katholieke Universiteit Leuven en was van 1973 tot 2007 leraar Grieks en Latijn aan het Sint-Vincentiusinstituut in Gijzegem (Aalst). Als auteur debuteerde hij op latere leeftijd met de dichtbundel Catacomben (1991), de bloemlezing Muze, zeg me... (1993) en de vertaling van het Pervigilium Veneris (1996). Naast dichtbundels, vertalingen en bloemlezingen levert hij ook redactioneel werk met onder meer een leeseditie van het gebundeld en nagelaten dichtwerk van Anton van Wilderode en van Hubert van Herreweghen. Hij was hoofdredacteur van Kunsttijdschrift Vlaanderen van 1995-2004, en is lid van diverse literaire genootschappen. 
Eind 2004 werd hij opgenomen in de Koninklijke Academie voor Nederlandse Taal en Letteren, in opvolging van Hubert van Herreweghen. Eind 2019 werd hij hiervan erelid. Hij werd opgevolgd door Joke van Leeuwen. 
Voor de vijfjaarlijkse Passiespelen Tegelen (Venlo) leverde hij in 2015 de tekst onder de titel Lente in Galilea. Voor Braambos op Eén en Canvas verzorgde hij in 2015 een vierdelige reeks Vlamingen en Rome, met thematische wandelingen door Rome in het gezelschap van Kolet Janssen, Mark Rotsaert, Hugo Vanermen en Jan Dumon. Hij publiceerde gedichten, vertalingen en bijdragen in tal van literaire, culturele en wetenschappelijke tijdschriften. Momenteel werkt hij aan de volledige vertaling van Sofokles.

## Nominaties
- Filter Vertaalprijs 2008 voor Dichters hebben vele moeders. 150 epigrammen uit de Anthologia Graeca (Voltaire)
- Prijs voor het religieuze boek 2011 voor De regel van Benedictus (Lannoo)
- Filter Vertaalprijs 2011 voor Homeros. Ilias. Wrok in Troje (Athenaeum)
- Filter Vertaalprijs 2025 voor Aischylos. Tragedies (Athenaeum)

## Bekroningen
- Basiel de Craeneprijs voor debuut op de Vlaamse Poëziedagen 1988 te Gent voor drie gedichten uit de cyclus In hoc signo uit Catacomben
- Vijfjaarlijkse Poëzieprijs Gerard Michiels in 1989 te Hasselt voor het typoscript van Catacomben
- Het tweeluik Johannes de eyck fuit hic werd bekroond met de poëzieprijs Jan van Eyck en zijn oeuvre te Maaseik in 1990
- Een vertaling van een fragment uit Lucanus’ Pharsalia (3.399-425) werd bekroond met de vertaalprijs n.a.v. 20 jaar Kleio aan de KU Leuven in 1991
- Herdenkingsprijs Anton van Wilderode 2006 voor de redactie van de gebundelde en nagelaten gedichten
- Vlaamse Cultuurprijs voor Letteren in 2013 voor de vertaling van Homeros, Ilias. Wrok in Troje
- Alumnus Maximus 2013 van de Classici Lovanienses
- Opgenomen in de Orde van Beverna Cum Laude van zijn geboortedorp Beveren-Leie in 2015
- Prijs van Het Gemenebest 2017, Kalmthout, voor het oeuvre
- Homerusprijs 2017 van het Nederlands Klassiek Verbond voor de Odyssee-vertaling
- VWS-Prijs 2019 van de Vereniging voor West-Vlaamse Schrijvers